# Seán MacBride
Seán MacBride (26. ledna 1904 Paříž – 15. ledna 1988 Dublin) byl irský ministr a mezinárodní politik. V roce 1946 založil politickou stranu Clann na Poblachta. Byl aktivní v několika nestátních organizacích z první poloviny 20. století, například OSN, Rada Evropy nebo Amnesty International. V roce 1974 získal Nobelovu cenu za mír.